# Sigma Aurigae
Sigma Aurigae (21 Aurigae) é uma estrela na direção da constelação de Auriga. Possui uma ascensão reta de 05h 24m 39.14s e uma declinação de +37° 23′ 07.4″. Sua magnitude aparente é igual a 5.02. Considerando sua distância de 513 anos-luz em relação à Terra, sua magnitude absoluta é igual a −0.97. Pertence à classe espectral K4III.